# Herman Triers Plads
Herman Triers Plads er en plads i bydelen Nørrebro i København nær Radiohuset og grænsen til Frederiksberg Kommune. Den er opkaldt efter politikeren Herman Trier.
Pladsen og kvarteret omkring den har postnummer København V (1631–1635) ligesom området øst for Sankt Jørgens Sø på trods af at kvarteret i de fleste henseender regnes som en del af Frederiksberg, og administrativt er del at Nørrebro bydel. Åboulevard udgør den sydlige grænse for postdistriktet København N.
Pladsen er anlagt på Ladegårdens areal, og det er den historiske forklaring på at den hører til Københavns Kommune.
Pladsens nr. 1-7 er den funktionalistiske ejendom Hermanhus fra 1930 med 96 lejligheder tegnet af Kay Fisker og C.F. Møller. Den tilhører Arkitekternes Pensionskasse.
55°40′57.08″N 12°33′19.45″Ø / 55.6825222°N 12.5554028°Ø